# Karl Wilhelm Wefring
Karl Wilhelm Wefring, född 11 oktober 1867 i Øvre Eiker, död 28 september 1938, var en norsk läkare och politiker.
Wefring blev candidatus medicinæ 1892, kommunläkare i Løten 1893, direktör för Hedmark fylkes sinnessjukasyl i Stange 1907, överläkare för statens sinnessjukväsen 1919 och medicinaldirektör 1927. Han representerade 1916–18 Hedmarken i Stortinget och var 1925–27 representant för Frisinnede Venstre från Oslo och blev 1925 odelstingspresident. Från 1924 ordförande i Frisinnede Venstres landsorganisation.
Wefring var försvarsminister i Otto Bahr Halvorsens första regering 1920–21 och i hans andra, senare Abraham Berges, regering 1923–24 samt för tredje gången i Ivar Lykkes regering. Han utträdde ur denna, då han tillsammans med förutvarande statsministern Berge och de flesta av dennes regering blev ställd inför riksrätt, bland annat för att regeringen hade lämnat stöd till Den norske Handelsbank utan att söka anslag av Stortinget och utan att informera kungen. Berge och hans regering blev frikänd av riksrätten 1927.